# Bertil Norman (militär)
Karl Gustaf Bertil Norman, född 4 oktober 1905 i Göta livgardes församling i Stockholms stad, död 14 september 1993 i Lidingö församling i Stockholms län, var en svensk militär.

## Biografi
Norman avlade studentexamen vid Högre realläroverket å Östermalm i Stockholm 1925. Han avlade sjöofficersexamen vid Sjökrigsskolan 1928 och utnämndes samma år till fänrik i flottan, där han befordrades till underlöjtnant 1930 och till löjtnant 1931. Han studerade vid Sjökrigshögskolan 1935–1936 samt befordrades till kapten 1940, till kommendörkapten av andra graden 1946 och  till kommendörkapten av första graden 1954. Han gjorde ubåtstjänstgöring 1957–1958 och var chef för Utbildningsavdelningen i Marinstaben 1958–1960.
Bertil Norman var son till major Karl Albert Norman och Elin Steinwall. Han gifte sig 1935 med Sigrid Nilson-Dag (1913–2009). Makarna Norman är gravsatta på Lidingö kyrkogård.

### Utmärkelser
- Riddare av Svärdsorden, 1947.[6]